# Pseudanthias hypselosoma
Pseudanthias hypselosoma là một loài cá biển thuộc chi Pseudanthias trong họ Cá mú. Loài này được mô tả lần đầu tiên vào năm 1878.

## Từ nguyên
Từ định danh hypselosoma được ghép bởi hai âm tiết trong tiếng Hy Lạp cổ đại: hupsēlós (ῠ̔ψηλός, "cao") và sôma (σῶμα, "thân thể"), hàm ý đề cập đến thân của loài cá này không to chắc như Pseudanthias manadensis.

## Phạm vi phân bố và môi trường sống
Từ Maldives, P. hypselosoma được phân bố trải dài về phía đông đến quần đảo Samoa, ngược lên phía bắc đến Nhật Bản và đảo Đài Loan, xa về phía nam đến bờ đông Úc. Ở bờ biển Việt Nam, P. hypselosoma mới chỉ được ghi nhận ở quần đảo Trường Sa (được ghi dưới danh pháp là P. truncatus).
P. hypselosoma tập trung trên các rạn san hô, được tìm thấy ở những vùng biển gần bờ như vịnh hoặc đầm phá, độ sâu đến ít nhất là 50 m.

## Mô tả
Chiều dài cơ thể lớn nhất được ghi nhận ở P. hypselosoma là 19 cm.
Vảy trên thân có chấm vàng, được viền tím nhạt hoặc đỏ tía, thân màu đỏ hồng hoặc hồng cam. Cá đực có một vệt đỏ tươi nổi bật lan rộng ở vị trí gai vây lưng thứ 7 đến 10 (không có ở cá cái). Có một đường sọc trắng từ dưới mắt kéo dài đến gốc vây ngực. Vây đuôi cụt, màu đỏ, nhiều chấm vàng, hai góc vây có vệt xanh tím (có thùy hơi nhô ra). Trừ vây ngực, các vây còn lại được viền xanh óng. Cá cái có vây đuôi lõm vào trong, có viền đỏ tươi ở rìa sau và lan rộng ở hai góc. Vây hậu môn và vây lưng có viền xanh tím.
Số gai ở vây lưng: 10; Số tia vây ở vây lưng: 15–17; Số gai ở vây hậu môn: 73 Số tia vây ở vây hậu môn: 7; Số gai ở vây bụng: 1; Số tia vây ở vây bụng: 5; Số tia vây ở vây ngực: 18–20; Số vảy đường bên: 44–48.

## Sinh thái học
Thức ăn của P. hypselosoma là động vật phù du, thường sống thành nhóm.

## Thương mại
P. hypselosoma được đánh bắt trong ngành thương mại cá cảnh.